# Братащук, Андрей Олегович
Андре́й Оле́гович Братащу́к (род. 8 апреля 1992, Ровно) — украинский шоссейный велогонщик, выступающий на профессиональном уровне с 2012 года. Дважды серебряный призёр чемпионатов Украины в групповых гонках, участник мировых и европейских первенств в составе украинской национальной сборной, многодневных гонок высшей категории «Тур Хайнаня» и др.

## Биография
Андрей Братащук родился 8 апреля 1992 года в городе Ровно, Украина. Заниматься велоспортом начал в местной секции ровенского «Динамо», позже проходил подготовку в Броварском высшем училище физической культуры и киевской Школе высшего спортивного мастерства, был подопечным тренеров В. О. Федорчука и В. П. Абаджи.
Дебютировал на международном уровне в 2009 году, проехав несколько молодёжных гонок в Германии.
Профессиональную карьеру начал в сезоне 2012 года, присоединившись к киевской континентальной команде Kolss Cycling Team. Тогда же отметился выступлениями на «Гран-при Сочи», «Гран-при Адыгеи», Race Horizon Park, вошёл в тройку лучших молодых гонщиков «Тура Румынии», тогда как в генеральной классификации этой многодневной гонки занял 11 место.
В 2013 году финишировал вторым в гонке «Польша — Украина», проехал несколько других гонок в Европе первой и второй категорий.
В 2014 году вновь стал вторым в многодневке «Польша — Украина», кроме того, одержал здесь победу на одном из этапов.
На шоссейном чемпионате Украины 2016 года показал четвёртый результат в групповой гонке и индивидуальной гонке с раздельным стартом. Попав в основной состав украинской национальной сборной, побывал на шоссейном чемпионате мира в Дохе, где занял 14 место в командной гонке с раздельным стартом, а в групповой гонке — сошёл с дистанции. Помимо этого, показал второй результат в генеральной классификации «Тура Малопольского воеводства» в Польше, полностью проехал многодневную гонку высшей категории «Тур Хайнаня» в Китае.
В 2017 году стал серебряным призёром украинского национального первенства в групповой гонке, пропустив вперёд только титулованного Виталия Буца, при этом в разделке вновь финишировал с четвёртым временем. Также стал вторым на «Кубке Минска», девятым на «Гран-при Одессы» и «Туре Китая», вновь проехал «Тур Хайнаня», отметился выступлениями в китайских гонках первой категории «Тур озера Тайху» и «Тур Фучжоу».
Когда Kolss прекратил своё существование, в 2018 году Андрей Братащук перешёл в румынскую континентальную команду Team Novak. В этом сезоне вновь взял серебро на чемпионате Украины в групповой гонке, уступив на сей раз Александру Поливоде, и снова стал четвёртым в разделке.